# Johnny Moss
Pour les articles homonymes, voir Moss.
 (décembre 2023).
Si vous disposez d'ouvrages ou d'articles de référence ou si vous connaissez des sites web de qualité traitant du thème abordé ici, merci de compléter l'article en donnant les références utiles à sa vérifiabilité et en les liant à la section « Notes et références ».
Johnny Moss, né le 14 mai 1907 à Marshall (Texas) et mort le 16 décembre 1995 à Odessa (Texas), était un joueur professionnel de poker.

## Biographie
Il a commencé sa carrière de joueur en s'initiant aux différentes techniques de triche. Il fut engagé dans les casinos pour repérer les tricheurs. Il fut gérant de la salle de poker du casino «The Dunes».
Pendant qu’il surveillait les parties, il apprit à jouer au poker. Très vite, la passion du poker l’atteint et il devient deux ans plus tard un Rounder, c'est-à-dire un joueur de parties de Cash game à haute enchères.
Grâce à lui, ainsi que le directeur de casino Benny Binion (en) et le joueur Nick Dandolos (en) « Nick the Greek », le poker devient très populaire. Il remporte le Main Event lors des World Series of Poker en 1970, 1971 puis en 1974, ne recevant comme prix qu’une simple coupe en argent lors du tournoi de 1970. Ayant participé au WSOP de 1970 à 1995, il remporte 8 bracelets et 680 000$ de gains.
En 1979, il est nommé membre du Poker Hall of Fame.
Johnny Moss, véritable pionnier du poker, était surnommé « Grand Old Man » pour son grand âge et sa grande connaissance du jeu.
Il est décédé en décembre 1995 à l'âge de 88 ans.